# 金鼎臣
金鼎臣（1888年—？）遼寧北鎮人，中华民国军事人物、奉军将领。

## 生平
金鼎臣生于清朝光緒十四年（1888年）。畢業於奉天陸軍講武堂。中华民國初年，加入國民黨，被孫中山任命爲關外軍總司令。後来加入奉軍，歷任奉天鎮威上將軍公署顧問，鎮威第六軍副官長，北京政府陸軍部諮議，奉天第三游擊隊統領。1926年，隨湯玉麟到熱河，任熱河卷煙特捐處處長。1927年，任陸軍第九、第十二聯合军后方警备司令。1928年8月任热河省政府委员。后来曾任卷烟统税局局长，热河赈务会委员。1949年7月安葬在北平东北义园。